# Анджело Убольді
Анджело Убольді (італ. Angelo Uboldi, 24 лютого 1923, Новате-Міланезе — 19 червня 2006, Новате-Міланезе) — італійський футболіст, що грав на позиції воротаря. Відомий своїми виступами за клуб «Про Патрія».

## Життєпис
У дорослому футболі дебютував 1940 року виступами за команду клубу «Альфа Ромео», в якій провів два сезони. 
1945 року перейшов до клубу «Про Патрія», за який відіграв 10 сезонів та зіграв 254 матчі в італійській Серії A. Більшість часу, проведеного у складі «Про Патрія», був основним голкіпером команди. Завершив професіональну кар'єру 1955 року у футболці «Про Патрія» через «скандал Ріналдо Сеттембріно».
Помер 19 червня 2006 року на 84-му році життя у місті Новате-Міланезе.